# Lista över offentlig konst i Alingsås kommun
Lista över offentlig konst i Alingsås kommun är en ofullständig förteckning över konst i offentliga rum, huvudsakligen utomhusplacerad konst, i Alingsås kommun. 

## Alingsås tätort
| Titel                                                     | Konstnär(er)                                                                       | Årtal        | Beskrivning                                                  | Typ - material           | Plats Koordinater                                                        | Bild             |
| --------------------------------------------------------- | ---------------------------------------------------------------------------------- | ------------ | ------------------------------------------------------------ | ------------------------ | ------------------------------------------------------------------------ | ---------------- |
| Pyramidalt                                                | Roland Andersson                                                                   | 2000         |                                                              |                          | Hotellparken, utanför entrén till biblioteket 57.92793, 12.53321         | Pyramidalt       |
| Yttrandefrihet Även känd som: Svaboda slova/Свабода слова | Carolina Falkholt NUG Emanuel Kollbratt Linnea Aldeman Joel Hjort Arvid Gustavsson | augusti 2012 |                                                              | fasadmålning - sprayfärg | på husfasad till BEPE Elektronik AB, Järnvägsgatan 13 57.92643, 12.53463 | Yttrandefrihet   |
| Våren                                                     | Eric Grate                                                                         | 1952         |                                                              | brons                    | Museiparken 57.92858, 12.53228                                           | Våren            |
| Jonas Alströmmer                                          | Aron Sandberg                                                                      | 1905         | byst över Jonas Alströmmer                                   | byst - brons             | Stora Torg 57.9301, 12.53295                                             | Jonas Alströmmer |
| The Motherstone and kids                                  | Brynhildur Thorgeirsdóttir                                                         | 2013         |                                                              |                          | Träffpunkt Stadsskogen koordinater saknas                                |                  |
| The Mountain                                              | Brynhildur Thorgeirsdóttir                                                         | 2013         |                                                              |                          | Träffpunkt Stadsskogen koordinater saknas                                |                  |
| The Square                                                | Brynhildur Thorgeirsdóttir                                                         | 2013         |                                                              |                          | Träffpunkt Stadsskogen koordinater saknas                                |                  |
| Barnen i centrum                                          | Nandor Wagner                                                                      | 1963         |                                                              | relief - kopparplåt      | fasaden till Domusvaruhuset koordinater saknas                           | Barnen i centrum |
| Karin Boyes sten                                          | Okänd                                                                              |              | Minnessten över Karin Boye på den plats där hon hittades död | Minnessten - sten        | i området Nolby 57.93936, 12.53964                                       |                  |
| Charles Hill                                              | Okänd                                                                              | 2004         | Byst över Charles Hill                                       | byst - brons             | Lilla Torget, vid ån 57.92939, 12.53306                                  | Charles Hill     |

## Övriga Alingsås kommun
| Titel                       | Konstnär(er)   | Årtal | Beskrivning                                        | Typ - material       | Stadsdel/ort             | Plats Koordinater                                                    | Bild           |
| --------------------------- | -------------- | ----- | -------------------------------------------------- | -------------------- | ------------------------ | -------------------------------------------------------------------- | -------------- |
| Flygmonumentet              | Okänd          | 1945  | Monument till Haveriet vid Anten                   | sten, propeller      | Övriga Alingsås kommun   | i närheten av Antens kapell, väster om sjön Anten 58.00268, 12.42638 | Flygmonumentet |
| Flyttkartong gjord i betong | Jacob Holmberg | 2015  | Skulptur uppförd på beställning av Villa Arelid AB | Skulptur - Vitbetong | (Övriga Alingsås kommun) | Arelidsvägen 17 koordinater saknas                                   |                |